# Weißschwanz-Zistensänger
Der Weißschwanz-Zistensänger (Cisticola anderseni) ist eine Vogelart aus der Familie der Halmsängerartigen (Cisticolidae). Er kommt in Tansania vor. Das Artepitheton bezieht sich auf den dänischen Forscher und Tiersammler Thorkild Andersen (1912–1981), der im November 1961 wahrscheinlich südlich von Ifakara das Typusexemplar gesammelt hatte.

## Entdeckungsgeschichte
Obwohl seine Existenz seit 1986 bekannt ist, wurde der Weißschwanz-Zistensänger erst 2021 wissenschaftlich beschrieben. Dies lag vor allem daran, dass einige in den 1990er Jahren gesammelte Exemplare verloren gegangen waren. Das als Holotypus gekennzeichnete Exemplar wurde in den frühen 1960er Jahren gesammelt, jedoch erst vor wenigen Jahren im Zoologischen Museum Kopenhagen wiederentdeckt. Es war irrtümlich als Uferzistensänger (Cisticola galactotes) etikettiert. Mit der ebenfalls im Jahr 2021 erfolgten Erstbeschreibung einer weiteren Zistensänger-Art aus derselben Region, dem Kilomberozistensänger (Cisticola bakerorum), und dem Vorkommen des Kilomberowebers (Ploceus burnieri) qualifiziert sich das bedrohte Ökosystem der Kilombero-Auen für die Anerkennung als Endemic Bird Area. Bisher sind nur sehr wenige Einzelheiten über ihre Ökologie und Naturgeschichte bekannt, obwohl die Art seit ihrer Entdeckung im Jahr 1986 regelmäßig von Vogelbeobachtern gesichtet wurde.

## Merkmale
Längenangaben sind nur vom männlichen Holotypus dokumentiert. Er hat eine Gesamtlänge von 12,1 cm. Die Flügellänge beträgt 58,9 mm, die Schwanzlänge 54,0 mm, die Schnabellänge 13,3 mm und die Lauflänge 19,3 mm. Die vierte Handschwinge (P4) von außen ist am längsten und 22 mm länger als die erste Handschwinge (P1), die 23 mm lang und in der Mitte 6,1 mm breit ist. Die mittlere Steuerfeder ist 19,5 mm länger als die äußere. Die Geschlechter gleichen sich im Wesentlichen, aber die Brutvögel haben einen kürzeren Schwanz und die Weibchen haben Durchschnitt eine einheitlichere grau und weniger gestrichelte Oberseite, was wahrscheinlich auf die Abnutzung des Gefieders während der Brutzeit zurückzuführen ist. Die Kopfoberseite ist von der Stirn aus zimtbraun bis dunkelbraun. Der Nacken ist sepiafarben. An den Ohrdecken ist eine gräuliche Schattierung zu erkennen. Der Überaugenstreif, der sich vom Schnabelansatz bis über das Auge erstreckt, ist hell weißlich. Der Mantel ist braun oder zu den Seiten hin grauer, mit 2 bis 3 mm breitem, schwarzem Mittelstreifen auf jeder Feder. Der Unterrücken, der Bürzel und die Oberschwanzdecken sind einheitlich dunkelgrau. Die Flügeldecken sind rotbraun, breit braun gerandet. Die Schirmfedern sind ähnlich gefärbt, aber die Arm- und Handdecken sind weniger stark graubraun pigmentiert, mit stumpferen braunen Außenfahnen. Die mittleren Steuerfedern sind dunkel graubraun, mit einer 12 mm breiten schwarzen Subterminalzone, die von einem 2 mm Endrand gesäumt ist. Die übrigen Schwanzfedern sind grauer, mit deutlicher schwarzer Subterminalzone und deutlich abgesetzten 5 bis 8 mm breiten weißen Spitzen. Die äußeren Schwanzfedern haben einen weißen Außenrand. Die Schwanzunterseite ist meist silbergrau, mit ausgeprägter dunkler Subterminalzone. Die Zügel sind dunkel. Die Iris ist hellbraun oder gelbbraun. Die Wangen, die Halsseiten sowie die Körperflanken sind hellgrau. Die Wimpern sind cremefarben. Die übrige Unterseite ist einheitlich hellgrau und die Kehlmitte sowie der Steiß sind fast rein weiß. Die Tarsenfedern sind zimtfarben. Die Beine und Füße sind hellrosa oder rosa. Der dünne Schnabel ist leicht gekrümmt, schwarz bis dunkel hornfarben, mit hell elfenbeinfarbener Basis bis zum Unterkiefer, oder grau mit hellgrauer proximaler Hälfte bis zum Unterkiefer. Die Jungvögel sind nicht gut studiert. Sie zeigen eine gelbliche Färbung auf der Unterseite und im Gesicht, ähnlich wie viele andere junge Zistensänger.

## Verbreitungsgebiet
Der Weißschwanz-Zistensänger ist endemisch im südlichen Zentral-Tansania, wo er auf die Kilombero-Flutebene in den Distrikten Kilombero und Ulanga beschränkt ist, mit Nachweisen bis nach Mang'ula im Norden. Die Autoren der Erstbeschreibung haben alle bekannten Fundorte kartiert, sowie die Orte, an denen die Art gesucht, jedoch nicht gefunden wurde.

## Lebensraum
Der Weißschwanz-Zistensänger kommt hauptsächlich in Seggen und langem Gras auf trockenem Boden in der Umgebung des Kilombero-Sumpfes vor, wo er während der vermutlich späten Brutzeit zwischen Juni und Juli kurzwüchsiges Schilfrohr und gemischte Lebensräume mit anderen Gräsern, einschließlich Vogelknöterich, bewohnt. Zu anderen Zeiten (z. B. im Dezember, zu Beginn der Regenzeit) ist er an eher trockenen und sandigen Stellen mit kurzem Schilfrohr, gemischt mit einjährigen Pflanzen und verstreuten trockenen Kräutern, anzutreffen, sowie am Rande von Zuckerrohrplantagen. Die Art ist auf Höhenlagen zwischen 240 und 305 m über dem Meeresspiegel beschränkt.

## Nahrungsverhalten
Über das Nahrungsverhalten wurde so gut wie nichts veröffentlicht, aber die Art läuft manchmal auf dem Boden, ähnlich wie ein Pieper (Anthus), und sucht dort oft nach Nahrung.

## Stimme
Der Trillergesang ist langsamer als beim Küstenzistensänger (Cisticola haematocephalus), aber schneller als bei der Unterart Cisticola marginatus suahelicus des Heuglinzistensängers (Cisticola marginatus) aus der Umgebung der Kilombero-Aue.
Der Gesang des Weißschwanz-Zistensängers unterscheidet sich deutlich von dem aller anderen Mitglieder des Cisticola-galactotes-Artenkomplexes. Er besteht aus einer Phrase von in der Regel zwei bei drei Tönen in unterschiedlichen Tonhöhen zwischen 2,1 und 3,3 kHz. Beispielsweise wird ein chi-chi-chi (hoch) oder ein keek-kuck (tief) wiedergegeben, wobei ein Ton in der Regel weniger moduliert ist als der andere, und die Phrasen alle ein bis zwei Sekunden wiederholt werden. Seltener gibt es einen 0,4 bis 0,6 Sekunden langen gewundenen Triller bei 5,3 bis 6,8 kHz, der eine Geschwindigkeit von 42 bis 61 Tönen pro Sekunde aufweist.
Die Kontaktrufe der Art sind ziemlich ausgeprägt, mit einer nasalen Qualität und einer ansteigenden und abfallenden Tonhöhe, die auf einem Sonagramm einen Bogen bildet; sie umfassen ein kurzes Summen, doppel- und einfach notierte Ticks, ein sperlingsartiges Zirpen, ein kratziges, doppelt notiertes Schimpfen, das sich wie r-r anhört, einen kratzigen einfach notierten Ruf und ein Chiu.

## Fortpflanzungsverhalten
Über die Brutbiologie ist nichts bekannt, aber Jungvögel wurden im Juni und Juli 2019 beobachtet.

## Status
Der Weißschwanz-Zistensänger wurde 2022 von der IUCN Red List in die Vorwarnliste (near threatened) klassifiziert. Die Autoren der Erstbeschreibung schlugen jedoch vor, dass die Art als stark gefährdet (endangered) eingestuft werden sollte, da die Populationsgröße infolge einer alarmierenden Abnahme der Lebensraumqualität, die von verschiedenen Forschern in der Region dokumentiert wurde, zurückgegangen ist. Es handelt sich um eine Art mit eingeschränktem Verbreitungsgebiet, das im Wesentlichen 6895 km² umfasst. Jedoch gibt es keine Schätzungen der Populationsgröße. Das Kilombero-Tal ist ein wichtiges Vogelschutzgebiet sowie ein im Jahr 2018 nominiertes Ramsar-Gebiet, und die Kilombero-Aue wurde wegen des endemischen Kilomberowebers, der derzeit als gefährdet (vulnerable) eingestuft wird, als sekundäres Gebiet ausgewiesen. Jasson John und Trevor Jones stellten 2008 fest, dass der Weißschwanz-Zistensänger in seinem Verbreitungsgebiet die häufigste Art repräsentiert. Sie verzeichneten die Vögel an 14 von 15 untersuchten Orten und in 81 % aller von ihnen durchgeführten 159 Punktzählungen. Etwa die Hälfte der natürlichen Vegetation der Kilombero-Aue wurde in den letzten 25 Jahren in landwirtschaftliche Flächen umgewandelt, und die Reisanbaufläche hat zwischen 2004 und 2014 rapide zugenommen. Als Gebiet mit überdurchschnittlicher Bodenfruchtbarkeit gilt die Kilombero-Aue als Gebiet mit hohem Potenzial für die Steigerung der Nahrungsmittelproduktion, während es in den letzten Jahrzehnten zu einer massiven Einwanderung von halbnomadischen Viehzüchtern gekommen ist. In einem sehr großen Teil der Aue werden offenbar jährlich während der Trockenzeit Brände gelegt, sodass nur noch der saisonal überflutete zentrale Teil der Aue eine natürliche Sumpfvegetation aufweist.